# Pierre Klossowski
Pierre Klossowski (París, 9 de agosto de 1905—12 de agosto de 2001) fue un artista y filósofo francés, hijo mayor de Erich Klossowski y Baladine Klossowska. 
Su hermano menor fue el pintor Balthus.
Estudió en el Lycée Janson de Sailly de París. 

## Obra
Pierre Klossowski escribió volúmenes enteros sobre el Marqués de Sade (Sade mi vecino, 1947) y Friedrich Nietzsche (Nietzsche y el círculo vicioso, 1969), un número de ensayos, y cinco novelas, entre estas últimas destacan el clásico erótico Roberte esta noche, parte de su trilogía Las leyes de la hospitalidad, y la transgresiva pieza El Bafomet. Tradujo textos importantes de Virgilio, Wittgenstein, Heidegger, Kafka, Nietzsche y Walter Benjamin al idioma francés, trabajó en películas y era también un prolífico ilustrador, representando varias escenas de sus novelas. Klossowski participó en varias ediciones de la revista de Georges Bataille, Acéphale, en los años 1930.
Tuvo un papel menor en la película de Robert Bresson, Al azar de Baltasar. Estuvo involucrado en algunas otras películas del director francés Pierre Zucca y del chileno Raúl Ruiz, y su texto sobre Sade es citado en Salò o los 120 días de Sodoma.
Pierre Klossowski murió el 12 de agosto de 2001, de causas naturales, seis meses después de la muerte de su hermano Balthus. Fue incinerado y sus cenizas descansan en el Cementerio de Obras de Arte de Morille, un pueblito español . Este espacio es asimismo proyecto artístico de Domingo Sánchez Blanco, bajo el nombre de "Museo Mausoleo"

### Traducciones al español
- Sobre Proust, Editorial Cactus, 2021. Traducción de Pablo Ires.
- Cartas a Betty. Lettres à Betty. Edición bilingüe. Círculo de Bellas Artes. 2007. Traducción de Rafael-José Díaz.
- La revocación del edicto de Nantes. Ediciones Era. México. 1975
- La moneda viva. Editorial Pre-Textos. 2012.[2]